# Festival olympique d'hiver de la jeunesse européenne 2023
Navigation
2022 2025
Le Festival olympique d'hiver 2023 de la jeunesse européenne est la partie hivernale de la XVIe édition du Festival olympique de la jeunesse européenne. Il est organisé du 21 au 28 janvier 2023 par la région Frioul-Vénétie Julienne, en Italie. C'est la 2e fois que l'Italie organise cette compétition, après Aoste en 1981.

## Disciplines
Douze sports sont programmés pour cette édition :
| Sport de neige - Biathlon (5) - Combiné nordique (3) - Saut à ski (7) - Ski alpin (6) - Ski acrobatique (6) : cross, slopestyle, big air - Ski-alpinisme (5) - Ski de fond (7) - Snowboard (10) : alpin, cross, slopestyle, big air | Sport de glace - Curling (1) - Hockey sur glace (2) - Patinage artistique (2) - Short track (7) |

## Résultats

### Biathlon

#### Garçons
| Épreuves   | Or            | Argent        | Bronze                      |
| ---------- | ------------- | ------------- | --------------------------- |
| Individuel | Pavel Strojer | Michal Adamov | Guillaume Poirot            |
| Sprint     | Pavel Strojer | Jaku Potoniec | Judicaël Perrillat Bottonet |

#### Filles
| Épreuves   | Or                     | Argent                 | Bronze                 |
| ---------- | ---------------------- | ---------------------- | ---------------------- |
| Individuel | Julia Tannheimer       | Voldiya Galmace-Paulin | Oleksandra Merkuschyna |
| Sprint     | Oleksandra Merkuschyna | Lola Bugeaud           | Ilona Plecháčová       |

#### Relais mixte
| Épreuves    | Or                                                                                             | Argent                                                                         | Bronze                                                                                  |
| ----------- | ---------------------------------------------------------------------------------------------- | ------------------------------------------------------------------------------ | --------------------------------------------------------------------------------------- |
| Par équipes | France- Lola Bugeaud - Voldiya Galmace-Paulin - Judicaël Perrillat Bottonet - Guillaume Poirot | Allemagne- Alma Siegismund - Julia Tannheimer - Noah Schüttler - David Schmutz | Italie- Fabiola Miraglio Mellano - Carlotta Gautero - Nicola Giordano - Michele Carollo |

### Combiné nordique

#### Garçons
| Épreuves    | Or            | Argent       | Bronze            |
| ----------- | ------------- | ------------ | ----------------- |
| Par équipes | Lukáš Doležal | Paul Walcher | Maximilian Slamik |

#### Filles
| Épreuves    | Or            | Argent        | Bronze      |
| ----------- | ------------- | ------------- | ----------- |
| Par équipes | Trine Göpfert | Greta Pinzani | Anne Häckel |

#### Mixte
| Épreuves    | Or       | Argent | Bronze    |
| ----------- | -------- | ------ | --------- |
| Par équipes | Autriche | Italie | Allemagne |

### Curling

#### Mixte
| Épreuves    | Or     | Argent    | Bronze   |
| ----------- | ------ | --------- | -------- |
| Par équipes | Suisse | Allemagne | Lettonie |

### Hockey sur glace

#### Garçons
| Épreuves    | Or     | Argent   | Bronze   |
| ----------- | ------ | -------- | -------- |
| Par équipes | Suisse | Lettonie | Finlande |

#### Filles
| Épreuves    | Or       | Argent    | Bronze   |
| ----------- | -------- | --------- | -------- |
| Par équipes | Tchéquie | Slovaquie | Finlande |

### Patinage artistique

#### Garçons
| Épreuves   | Or            | Argent                   | Bronze      |
| ---------- | ------------- | ------------------------ | ----------- |
| Individuel | Nikita Sheiko | Konstantin Supataschwili | Naoki Rossi |

#### Filles
| Épreuves   | Or            | Argent        | Bronze         |
| ---------- | ------------- | ------------- | -------------- |
| Individuel | Iida Karhunen | Anna Pezzetta | Noelle Streuli |

### Patinage de vitesse sur piste courte

#### Garçons
| Épreuves | Or                     | Argent                 | Bronze             |
| -------- | ---------------------- | ---------------------- | ------------------ |
| 500 m    | Linards Reinis Laizāns | Luka Jašić             | Dominik Palenceusz |
| 1000 m   | Dominik Major          | Linards Reinis Laizāns | Franck Tekam       |
| 1500 m   | Dominik Major          | Miika Johan Klevstuen  | Dominik Palenceusz |

#### Filles
| Épreuves | Or            | Argent           | Bronze           |
| -------- | ------------- | ---------------- | ---------------- |
| 500 m    | Luca Haltrich | Dora Szigeti     | Hanna Mazur      |
| 1000 m   | Dóra Szigeti  | Hanna Mazur      | Kornelia Woźniak |
| 1500 m   | Hanna Mazur   | Kornelia Wozniak | Dora Szigeti     |

#### Mixte
| Épreuves      | Or      | Argent  | Bronze   |
| ------------- | ------- | ------- | -------- |
| Relais 3000 m | Hongrie | Pologne | Pays-Bas |

### Saut à ski

#### Garçons
| Épreuves                     | Or               | Argent         | Bronze        |
| ---------------------------- | ---------------- | -------------- | ------------- |
| Individuel - Petit tremplin  | Stephan Embacher | Klemens Joniak | Wiktor Szozda |
| Par équipes - Petit tremplin | Autriche         | Pologne        | Allemagne     |

#### Filles
| Épreuves                     | Or         | Argent     | Bronze            |
| ---------------------------- | ---------- | ---------- | ----------------- |
| Individuel - Petit tremplin  | Nika Prevc | Sina Arnet | Anežka Indráčková |
| Par équipes - Petit tremplin | Slovénie   | Italie     | Allemagne         |

#### Mixte
| Épreuves                     | Or       | Argent  | Bronze    |
| ---------------------------- | -------- | ------- | --------- |
| Par équipes - Petit tremplin | Slovénie | Pologne | Allemagne |

### Ski acrobatique

#### Garçons
| Épreuves   | Or               | Argent              | Bronze        |
| ---------- | ---------------- | ------------------- | ------------- |
| Big Air    | Fadri Rhyner     | Nil Brocart Alègre  | Henry Sildaru |
| Slopestyle | Fadri Rhyner     | Stefan Sorokin      | Petr Müller   |
| Ski cross  | Nico Offenwanger | William Young Shing | Paolo Piccolo |

#### Filles
| Épreuves   | Or              | Argent            | Bronze                     |
| ---------- | --------------- | ----------------- | -------------------------- |
| Big Air    | Lina Häggström  | Bèrèince Dode     | Natalija Kasiuk            |
| Slopestyle | Lina Häggström  | Liina Kuivalainen | Carolina Maria Vitale Cesa |
| Ski cross  | Chiara von Moos | Mattli Fersch     | Alexandra Nilsson          |

### Ski alpin

#### Garçons
| Épreuves     | Or            | Argent          | Bronze         |
| ------------ | ------------- | --------------- | -------------- |
| Super G      | Attila Banyai | Rasmus Bakkevig | Moritz Zudrell |
| Slalom Géant | Miha Oserban  | Rasmus Bakkevig | Moritz Zudrell |
| Slalom       | Emile Baur    | Gustav Wissting | Moritz Zudrell |

#### Filles
| Épreuves     | Or             | Argent           | Bronze           |
| ------------ | -------------- | ---------------- | ---------------- |
| Super G      | Laura Huber    | Nadine Hundegger | Tatum Bieler     |
| Slalom Géant | Ludovica Righi | Moa Landström    | Nadine Hundegger |
| Slalom       | Leonie Raich   | Laila Illig      | Moa Landström    |

### Ski-alpinisme

#### Garçons
| Épreuves   | Or          | Argent            | Bronze        |
| ---------- | ----------- | ----------------- | ------------- |
| Sprint     | Erik Canovi | David Jost        | Martin Utzeri |
| Individuel | Erik Canovi | Marcello Scarinzi | Silvano Wolf  |

#### Filles
| Épreuves   | Or          | Argent          | Bronze            |
| ---------- | ----------- | --------------- | ----------------- |
| Sprint     | Laia Sellés | Malin Indergård | Eva Matejovičová  |
| Individuel | Laia Sellés | Malin Indergård | Melissa Bertolina |

#### Mixte
| Épreuves      | Or                          | Argent                           | Bronze                          |
| ------------- | --------------------------- | -------------------------------- | ------------------------------- |
| Relais sprint | Laia Sellés / Miguel Fenoll | Lynn Pollinger / Mathieu Pharisa | Melissa Bertolina / Erik Canovi |

### Ski de fond

#### Garçons
| Épreuves        | Or               | Argent           | Bronze           |
| --------------- | ---------------- | ---------------- | ---------------- |
| 10 km classique | Gabriele Malti   | Simon Nordlander | Hugo Nilsson     |
| 7,5 km libre    | Gabriele Malti   | Federico Pozzi   | Hugo Nilsson     |
| Sprint          | Jonatan Lindberg | Federico Pozzi   | Simon Nordlander |

#### Filles
| Épreuves         | Or              | Argent           | Bronze            |
| ---------------- | --------------- | ---------------- | ----------------- |
| 7,5 km classique | Mira Goeransson | Silva Kemppi     | Lena Einsiedler   |
| 5 km libre       | Margot Tirloy   | Silva Kemppi     | Estelle Darbellay |
| Sprint           | Heidi Bucher    | Minna Mikaelsson | Maja Axelsson     |

#### Relais mixte
| Épreuves        | Or    | Argent   | Bronze   |
| --------------- | ----- | -------- | -------- |
| 4 × 5 km relais | Suède | Finlande | Tchéquie |

### Snowboard

#### Garçons
| Épreuves               | Or              | Argent           | Bronze                 |
| ---------------------- | --------------- | ---------------- | ---------------------- |
| Big Air                | Romain Allemand | Charlie Lane     | Niklas Sukke           |
| Slopestyle             | Charlie Lane    | Marcello Grassis | Luca Merimee Mantovani |
| Slalom géant parallèle | Mike Santuari   | Petar Gregjowski | Werner Pietsch         |
| Snowboard cross        | Achille Leleu   | Daan Stam        | Felix Kurt Schwenkel   |

#### Filles
| Épreuves               | Or                  | Argent           | Bronze            |
| ---------------------- | ------------------- | ---------------- | ----------------- |
| Big Air                | Kristina Holzfeind  | Sam van Lieshout | Selina Lakatha    |
| Slopestyle             | Vanessa Volopichová | Yuna Scheidegger | Soha Janett       |
| Slalom géant parallèle | Mathilda Scheid     | Adéla Keclíková  | Marie Gams        |
| Snowboard cross        | Felice Leicht       | Léa Casta        | Karolina Šperlová |

#### Mixte
| Épreuves               | Or       | Argent   | Bronze    |
| ---------------------- | -------- | -------- | --------- |
| Slalom géant parallèle | Tchéquie | Bulgarie | Allemagne |
| Snowboard cross        | France   | Italie   | France    |

## Tableau des médailles
- Pays organisateur ( Italie)

| Rang  | Nation      | Or | Argent | Bronze | Total |
| ----- | ----------- | -- | ------ | ------ | ----- |
| 1     | France      | 7  | 6      | 4      | 17    |
| 2     | Italie      | 6  | 8      | 7      | 21    |
| 3     | Suisse      | 6  | 3      | 3      | 12    |
| 4     | Autriche    | 6  | 2      | 9      | 17    |
| 5     | Hongrie     | 6  | 1      | 1      | 8     |
| 6     | Slovénie    | 6  | –      | –      | 6     |
| 7     | Allemagne   | 4  | 5      | 8      | 17    |
| 8     | Tchéquie    | 4  | 1      | 6      | 11    |
| 9     | Suède       | 3  | 5      | 6      | 14    |
| 10    | Finlande    | 3  | 4      | 2      | 9     |
| 11    | Espagne     | 3  | –      | –      | 3     |
| 12    | Pologne     | 1  | 7      | 6      | 14    |
| 13    | Lettonie    | 1  | 2      | 1      | 4     |
| 14    | Royaume-Uni | 1  | 1      | –      | 2     |
| 15    | Ukraine     | 1  | –      | 2      | 3     |
| 16    | Israël      | 1  | –      | –      | 1     |
| 17    | Norvège     | –  | 5      | 1      | 6     |
| 18    | Bulgarie    | –  | 2      | 1      | 3     |
| 18    | Pays-Bas    | –  | 2      | 1      | 3     |
| 20    | Slovaquie   | –  | 2      | –      | 2     |
| 21    | Estonie     | –  | 1      | 1      | 1     |
| 22    | Géorgie     | –  | 1      | –      | 1     |
| 22    | Serbie      | –  | 1      | –      | 1     |
| Total | Total       | 59 | 59     | 59     | 177   |

### Sportifs les plus médaillés
| Rang | Athlète      | Sport       | Médaille d'or, Universiade | Médaille d'argent, Universiade | Médaille de bronze, Universiade | Total |
| ---- | ------------ | ----------- | -------------------------- | ------------------------------ | ------------------------------- | ----- |
| 1    | Dóra Szigeti | Short-track | 2                          | 1                              | 1                               | 4     |
| 2    | Hanna Mazur  | Short-track | 1                          | 2                              | 1                               | 4     |